# Tandådalen

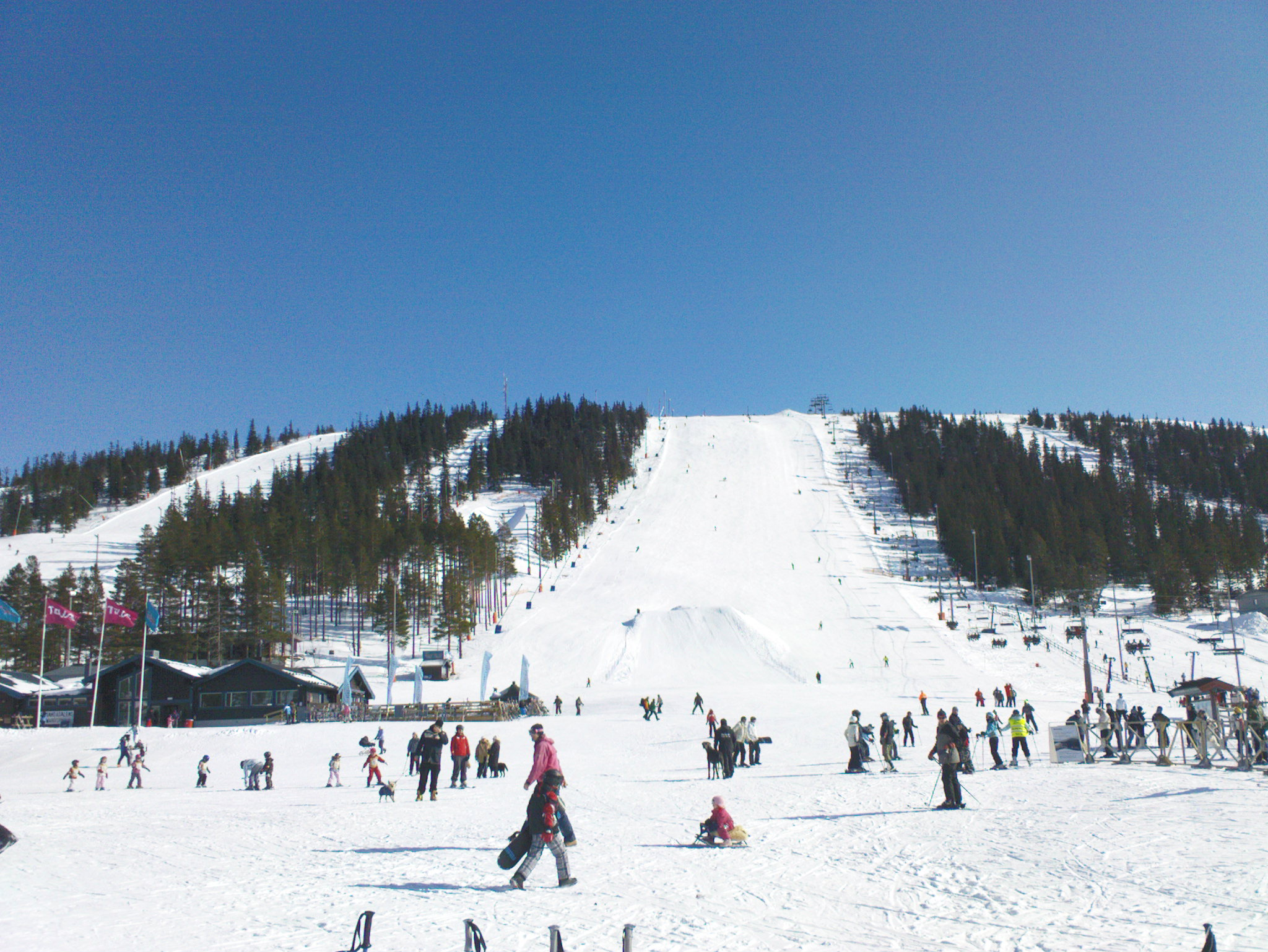
Blick auf Tandådalen

Tandådalen ist ein Skigebiet im Transtrandsfjällen in der Gemeinde Malung-Sälen in der schwedischen Provinz Dalarnas län.  Tandådalen erreicht man über den sogenannten Panorama-Express. Das Skigebiet verfügt über 36 Liftanlagen und 54 Pisten und ist mit zwei langen Verbindungstellerliften mit dem Gebiet Hundfjället verbunden. Tandådalen ist über die Reichsstraße 66 erreichbar und befindet sich wenige Kilometer von der schwedisch-norwegischen Grenze entfernt.
Im Tandådalen werden regelmäßig Wettbewerbe im Snowboard-Weltcup ausgetragen.